# 11-й саміт BRICS
Саміт BRICS у 2019 році — одинадцятий щорічний саміт, міжнародна конференція з питань відносин, в якій взяли участь глави держав п'яти країн-членів Бразилії, Росії, Індії, Китаю та Південної Африки. Зустріч відбулася в палаці Ітамараті, де знаходиться Міністерство закордонних справ Бразилії, з 13 по 14 листопада.
Столиця Бразилії вдруге приймала саміт BRICS.

## Лідери-учасники

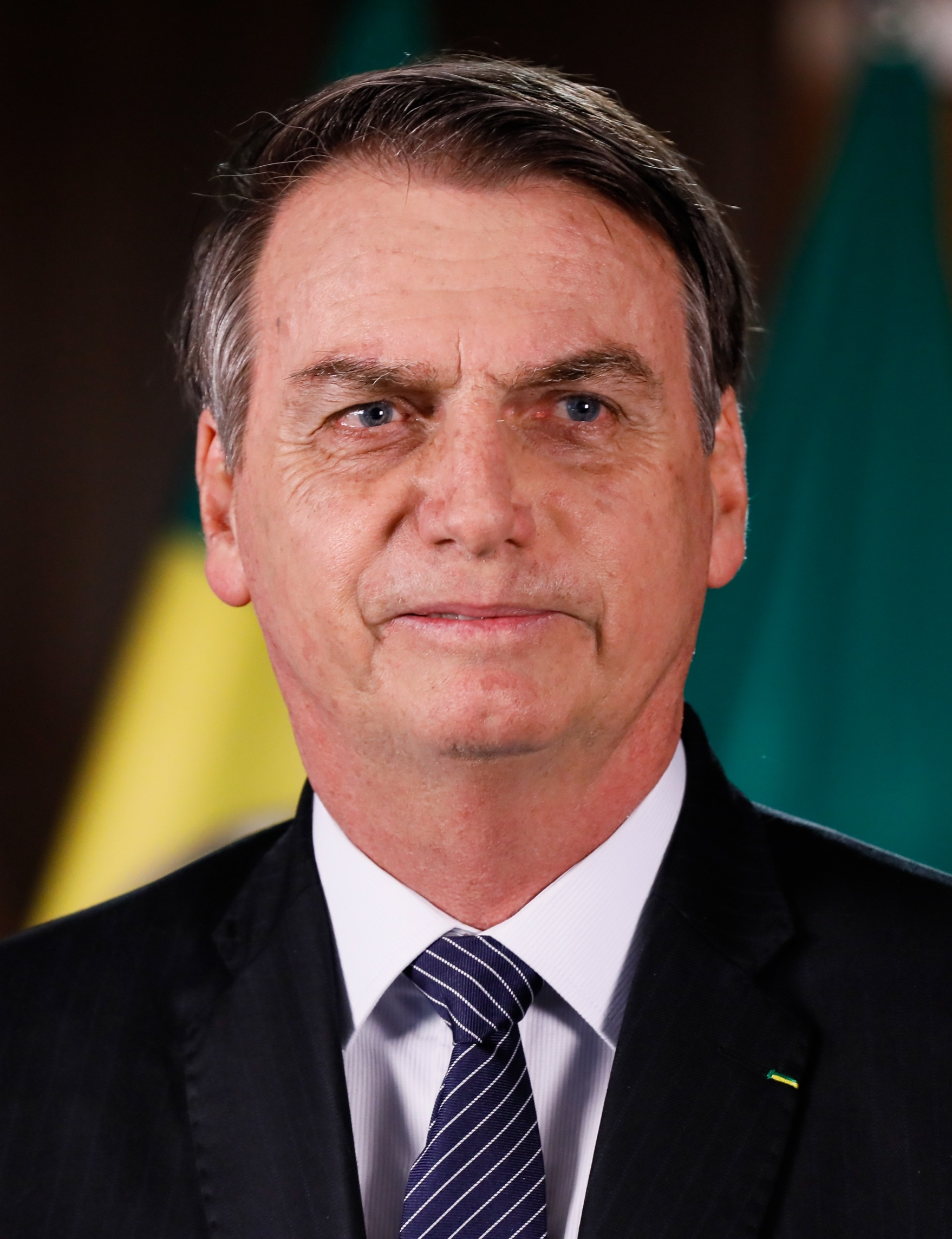
BRA Жаїр Болсонару, Президент (Ведучий)
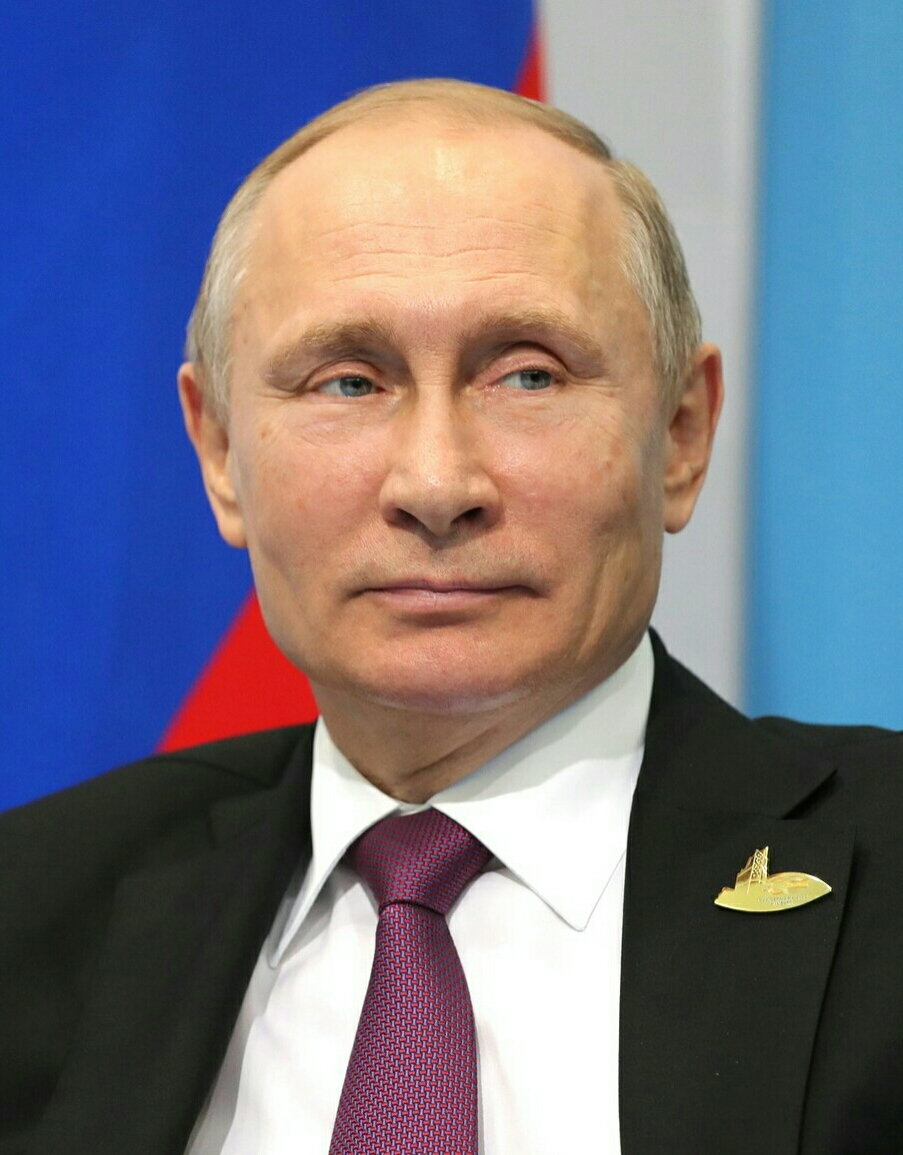
RUS Володимир Путін, Президент
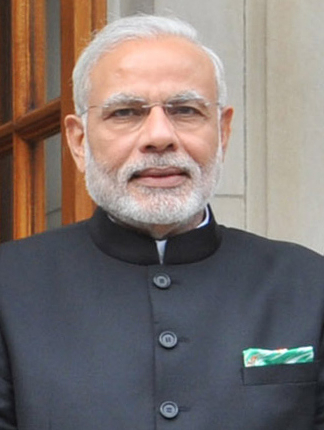
IND Нарендра Моді, Прем'єр-міністр
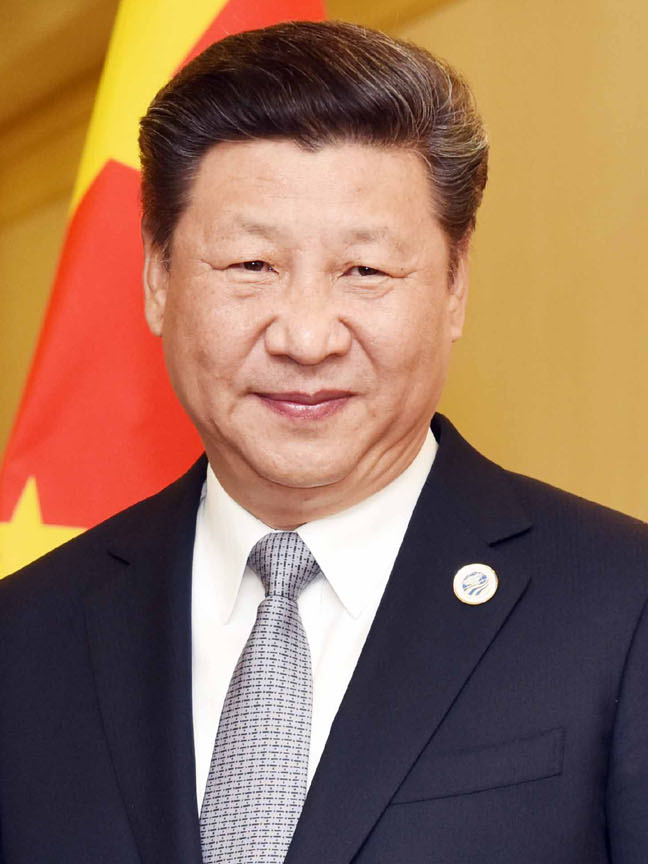
CHN Сі Цзіньпін, Президент
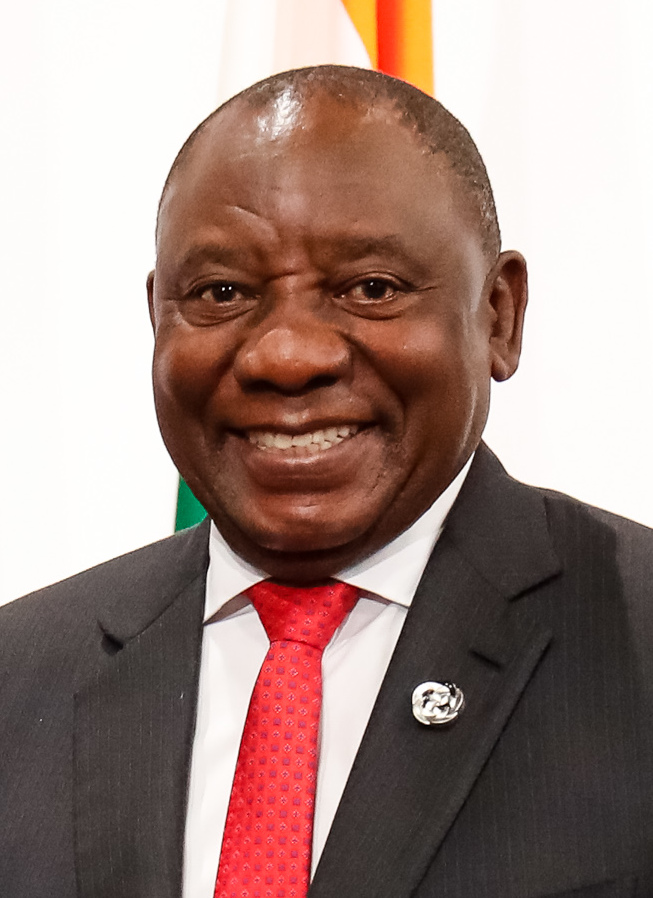
SAF Сиріл Рамафоса, Президент

- Бразилія
Жаїр Болсонару, Президент (Ведучий)
- Росія
Володимир Путін, Президент
- Індія
Нарендра Моді, Прем'єр-міністр
- КНР
Сі Цзіньпін, Президент
- ПАР
Сиріл Рамафоса, Президент